# فرانك واتسون دايسون
فرانك واتسون دايسون (بالإنجليزية: Frank Watson Dyson)‏ (و. 1868 – 1939 م) هو عالم فلك من المملكة المتحدة . وكان عضواً في الجمعية الملكية، والأكاديمية الروسية للعلوم .
توفي في كيب تاون، عن عمر يناهز 71 عاماً.

## مناصب
تولى منصب Astronomer Royal for Scotland .

## التعليم
تعلم في كلية الثالوث، كامبريدج، وHeath Grammar School ‏

## جوائز
حصل على جوائز منها:
- الميدالية الذهبية للجمعية الفلكية الملكية (1925)
- وسام بروس (1922)
- قلادة ملكية
- فارس قائد رتبة الإمبراطورية البريطانية
- زميل في الجمعية الملكية.

## روابط خارجية
- فرانك واتسون دايسون على موقع الموسوعة البريطانية (الإنجليزية)
- فرانك واتسون دايسون على موقع إن إن دي بي (الإنجليزية)